# Circuit automobile Roustavi
Le circuit automobile Roustavi se trouve à 20 kilomètres de Tbilissi, Géorgie. En 2011-2012 la piste est entièrement reconstruite conformément aux standards de catégorie 2 FIA et devient le premier circuit professionnel construit dans la région de Transcaucasie.
Le 29 avril 2012, Mikheil Saakachvili, à l'époque président de la Géorgie, participe à la cérémonie d’ouverture de la piste au volant d’une monoplace de classe Formule 3.

## Historique
Roustavi fut la dernière piste de course automobile construite en URSS. À son ouverture en 1978, le circuit avait une longueur de 4 040 mètres, une largeur de 18 mètres dans la zone de départ et d'arrivée, de 18 mètres dans les virages et de 12 mètres dans les lignes droites. Le site disposait de tribunes d'une capacité de 500 à 800 spectateurs, d'une base technique et d'un hôtel ; il abritait également une piste de karting, une piste d’auto cross et un circuit pour la course motocycliste.
Les premières compétitions eurent lieu à la fin de 1979. À onze reprises Roustavi accueille les étapes de championnats d'URSS (1979-1989). Après 1991, la piste n’est plus entretenue et devient vétuste. En 2009 une vente aux enchères est organisée au profit de la Société Stromos qui engage sa reconstruction. En 22 avril 2011 le Président de la FIA Jean Todt visite le chantier.

## Reconstruction
Certains virages ont été reconfigurés. D’importants travaux d’aménagement du site ont été menés lors desquels plus de 250 000 m3 de sol ont été déplacés. Deux tribunes permanentes ont été érigées. Une tribune fermée avec 2000 places assises et une ouverte avec une capacité de 3 000 spectateurs. 28 box de support technique ont été construits conformément aux standards de la FIA. Le deuxième niveau (étage) du site comporte une tribune supplémentaire (soit au total une perspective de 7 500 places) ainsi que des bureaux, un restaurant ayant une capacité d’accueil de 200 personnes ainsi qu’une salle de conférence. Au troisième étage se trouve la tour de contrôle.
Un tunnel a été construit facilitant l’accès aux poids lourds.
La piste a été équipée de caméras de surveillance couvrant 100 % de surface, de 14 feux à commande électronique, d’un système de répartition du son ainsi que d’un système de chronométrage de marque AMB qui divise la piste en trois secteurs.
Le secteur de la piste de la ligne d’arrivée et départ a été rallongé de 830 mètres permettant ainsi le Drag Racing.

## Sécurité
Après sa reconstruction le circuit est entièrement conforme aux exigences de sécurité en vigueur pour les pistes de catégorie 2 FIA. Ce qui permet d’y accueillir la plupart des compétitions internationales y compris GP2. Toutes les zones à risque ont été gravillonnées, les zones les plus dangereuses ont été couvertes d’asphalte.

## Événements sportifs
En 2012 le site accueille l’Open championnat géorgien dans la catégorie Formule Alfa et Legends car racing, le Drag Racing, le drifting, le karting, les courses motocyclistes. Les billets ont un cout moyen de 5 lari (environ 3 US dollars) et peuvent être achetés sur place.
Les événements les plus importants sont diffusés par la société Georgian Public Broadcaster. À partir du 14 juillet 2012 les paris sont enregistrés pour les principales catégories d’automobiles : Formule Alfa et Legends cars.
Le 2 avril 2017, le circuit accueille la première manche du Championnat du monde des voitures de série 2017 (2017 TCR International Series).

## Équipes
Le site accueille plusieurs équipes récemment formées, parmi elles "Gulf Racing", "Liberty Bank Racing", "MIA Force", "Équipe Adjara"», "VTB Bank", "Équipe du Ministère des Sports" et "Équipe GPB".

## Caractéristiques techniques de la piste

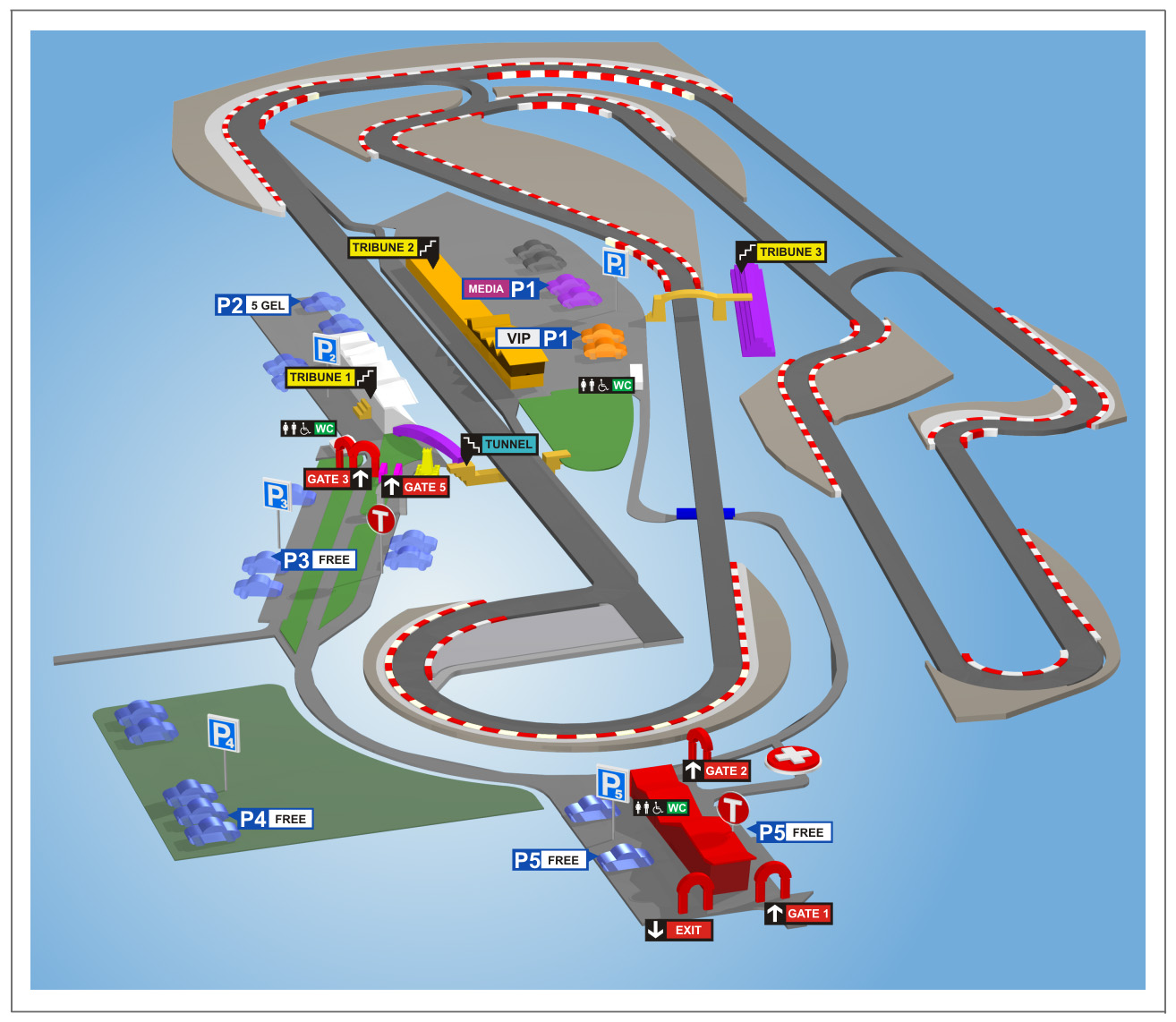
Rustavi International Motorpark

| Specification                                            | Size                                    |
| -------------------------------------------------------- | --------------------------------------- |
| Longueur                                                 | 4,140 km                                |
| Largeur minimale                                         | 12,5 m                                  |
| Largeur maximale                                         | 21,5 m                                  |
| Longueur du secteur Arrivée-Départ                       | 667 m                                   |
| Vitesse maximale estimée pour les automobiles GP2        | 282 km/h                                |
| Sens de la circulation                                   | sens inverse des aiguilles d’une montre |
| Montée longitudinale maximale                            | 3,16 %                                  |
| Descente longitudinale minimale                          | 2,5 %                                   |
| Inclinaison minimale en latérale                         | 1,75 %                                  |
| Inclinaison maximale en latérale                         | 8 %                                     |
| Virages                                                  | 7 gauche, 5 droite                      |
| Capacité des tribunes à l’étape actuelle de construction | 7 500                                   |
| Nombre de box de support technique                       | 28                                      |
| Taille de garage de fosse                                | 6 × 14 m                                |

## Configuration de la piste

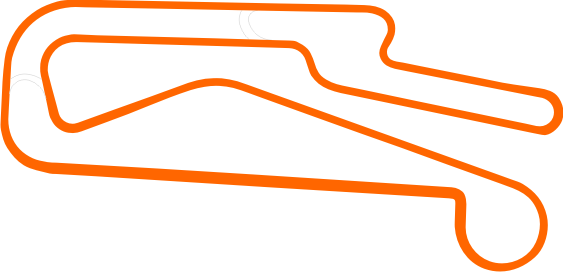
Configuration A – 4 140 m
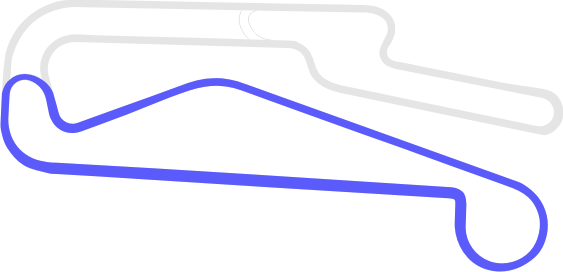
Configuration B – 2 140 m
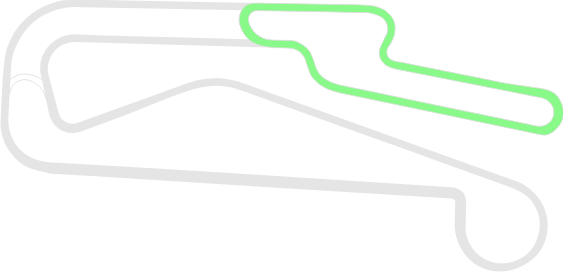
Configuration C – 1 338 m